# Yergakí
Yergakí (del ruso: Ергаки) es una cadena montañosa localizada al sur de Siberia, Rusia, perteneciente a la cadena de los montes Sayanes occidentales. En sus laderas se encuentran las fuentes de los ríos Gran Kebezh, Bolshói Kliuch, Taigish, Alto Buiba y Bajo Buiba.
Yergakí se encuentra en el territorio de la krai de Krasnoyarsk, en la frontera con las regiones de Ermakovski y Karatuzski. En la parte septentrional de Ergakí pasa la autopista federal del Yenisei, la M-54. Las ciudades más cercanas son Kyzyl (200 km al sur), Abakan (200 km al norte), Minusinsk (175 km al norte) y Krasnoyarsk (600 km al norte). Los puntos habitados más cercanos son Tanzybei (50 km al norte) y Aradaán (30 km al sur).

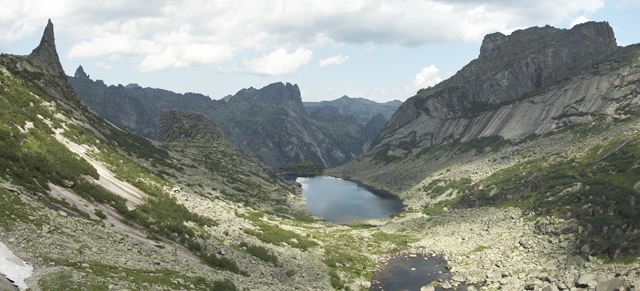

El Parque nacional Ergaki es un área protegida que se encuentra en la cordillera